# Tapes
Tapes egy község (município) Brazíliában, Rio Grande do Sul államban, a Lagoa dos Patos északnyugati partján. 2021-ben becsült népessége 17 363 fő volt.

## Neve
Nevének eredete nem tisztázott. Egy vélemény szerint a tape guarani eredetű szó, mely ösvényt, utat jelent. A 17. század elején itt működő spanyol jezsuita hittérítők átvették a szót, maguknak az indiánoknak is ezt a nevet adták (Tapes, Tapejaras – „az út bennszülöttei”), 1626-tól pedig redukciókat alapították (Reduções Jesuíticas de Tape). Kezdetben a hegyektől az óceánig terjedő területet Tapesnak nevezték (utak vidéke), azonban ez később a Pelotas és Porto Alegre közötti vidékre korlátozódott.

## Története
Területén guarani indiánok (a kecsuák egy ága) éltek, az európai bevándorlók a 19. században kezdtek letelepedni. Egyes történészek szerint már 1808-ban létezett itt egy településmag, melyet Rio Pardoból és más közeli egyházközségekből származó azori telepesek alapítottak. 1817-ben VI. János királyi földadományként (sesmaria) Manuel José Alencastronak adta az akkor Nossa Senhora do Carmonak nevezett területet. A föld a következő évtizedekben számos alkalommal cserélt gazdát, míg végül Vieira Rodrigues őrnagyhoz került. 1831-ben Triunfo része (de nem kerülete) volt Dores de Camaquã néven, 1833-ban pedig megalakult egyházközsége (Paróquia de Nossa Senhora das Dores de Camaquã).
1832-ben charqueadát létesítettek (szarvasmarha-mészárszék, ahol jellemzően pácolt, sózott, szárított húst – charque – állítottak elő), és mellette alakult ki a tulajdonképpeni Vila de Nossa Senhora das Dores település, a későbbi községközpont. Tanyák létesültek, a munkások számára butiá pálmafonatból építettek kunyhókat. A charqueada termékeit hajón szállították a Lagoa dos Patoson keresztül Pelotas és Rio Grande kikötőibe. A Farroupilha-felkelés alatt Vieira Rodrigues őrnagy Uruguayba menekült, majd a felkelés leverése után visszatért, hogy újjáépítse a települést.
1846-ban Dores de Camaquãt Porto Alegre kerületévé nyilvánították, majd 1857-ben függetlenedett és önálló községgé alakult. 1860-ban, Vieira Rodrigues halála után politikai és gazdasági megfontolásokból feladta függetlenségét, és Porto Alegre kerülete lett. 1875-ben ismét függetlenné nyilvánították, de 1911-ben visszacsatolták Porto Alegrehez. Végül 1913-ban alakult véglegesen független községgé.
1923-ban felkelés színhelye volt, mikor a kormányzóválasztás után az Assis Brasilt támogató szövetség tagjai fellázadtak Borges de Medeiros kormányzó ellen. A várost lerohanták José Antônio Neto forradalmár csapatai, majd egy hónappal később João Nunes de Campos ezredes felszabadította.
1928-ban a község polgárai megszavazták, hogy a községközpont Dores helyett Porto de Tapes városa legyen. Ez 1929-ben történt meg, és így magát a községet is átnevezték Tapesre.

## Leírása
Székhelye Tapes, további kerületei Vasconcelos (a korábbi Dores) és Cerro Grande. A Lagoa dos Patos partján fekszik, a községközpont légvonalban 76 kilométerre (közúton 103 kilométerre) van Porto Alegretől, az állam székhelyétől, 5 méteres tengerszint feletti magasságban. Nedves szubtrópusi éghajlat jellemzi, az éves átlaghőmérséklet 17,9 °C, a csapadék 1255 mm. Szomszédos községek: északon Barra do Ribeiro, délen Arambaré, nyugaton Sentinela do Sul. Ma is jellemző rá az indián, afrikai, azori kultúra keveredése. Gazdaságának fő ága a mezőgazdaság (az állam egyik legfontosabb rizstermesztője, ezen kívül állattenyésztése is jelentős). A strandok és a vízi sportok számos turistát vonzanak.